# Zsáka
Zsáka (rumänisch Jaca) ist eine ungarische Großgemeinde im Kreis Berettyóújfalu im Komitat Hajdú-Bihar.

## Geografie
Der Kék-Kálló mündet auf dem Gemeindegebiet in den Berettyó, welcher streckenweise an der Gemeindegrenze zu Bakonszeg entlangfließt.
Zsáka umschließt vollständig das Gemeindegebiet von Vekerd und grenzt an folgende Gemeinden an:
| Nagyrábé | Bakonszeg                                   | Berettyóújfalu |
| Darvas   | Kompassrose, die auf Nachbargemeinden zeigt | Furta          |
|          | Komádi                                      | Magyarhomorog  |

## Geschichte
Erste Erwähnung 1214 als „Yzsowlaka“ (Izsólaka) im Váradi Regestrum.

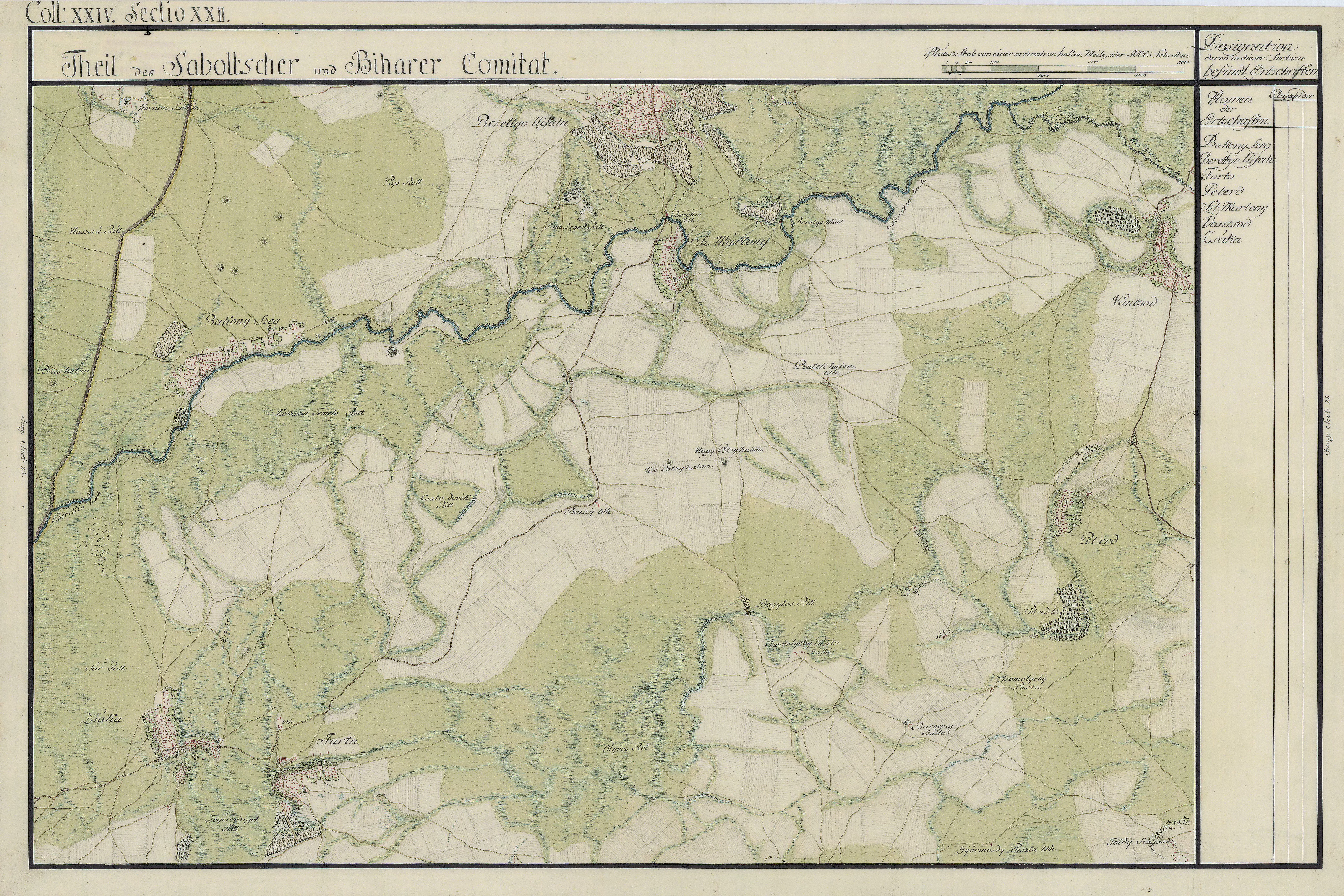
Zsáka (links unten) um 1782 (Aufnahmeblatt der Josephinischen Landesaufnahme)
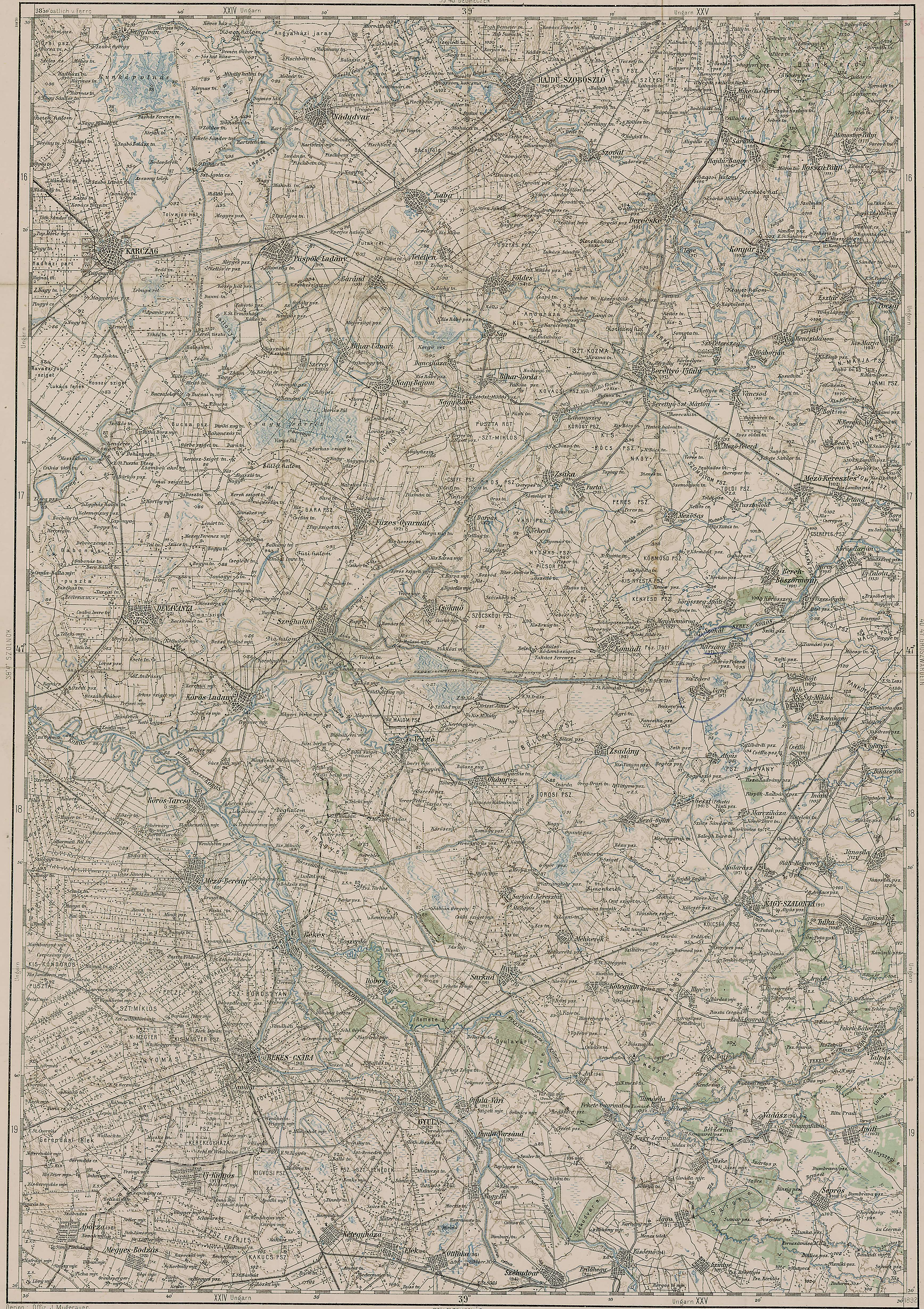
Zsáka (N 47° 8'; O 39° 6') um 1892 (Aufnahmeblatt der Franzisco-Josephinischen Landesaufnahme)

## Sehenswürdigkeiten
- Reformierte Kirche, erbaut 1784 (Spätbarock), später mehrfach umgebaut und restauriert; der Kirchturm wurde 1884 errichtet
  - Seit 1862 gibt es in der Kirche eine Orgel, die 1924 von József Angster umgebaut wurde
- Rumänisch-Orthodoxe Kirche Szent Mihály és Gábriel arkangyalok, erbaut 1791 (Spätbarock), umgebaut 1869
- Schloss Rhédey (Rhédey-kastély), erbaut 1858 im neugotischen Stil
- Skulpturengruppe zur Landnahme und Besiedlung (Honfoglalás és megmaradás-szoborcsoport)
- Weltkriegsdenkmal (I. világháborús emlékmű)

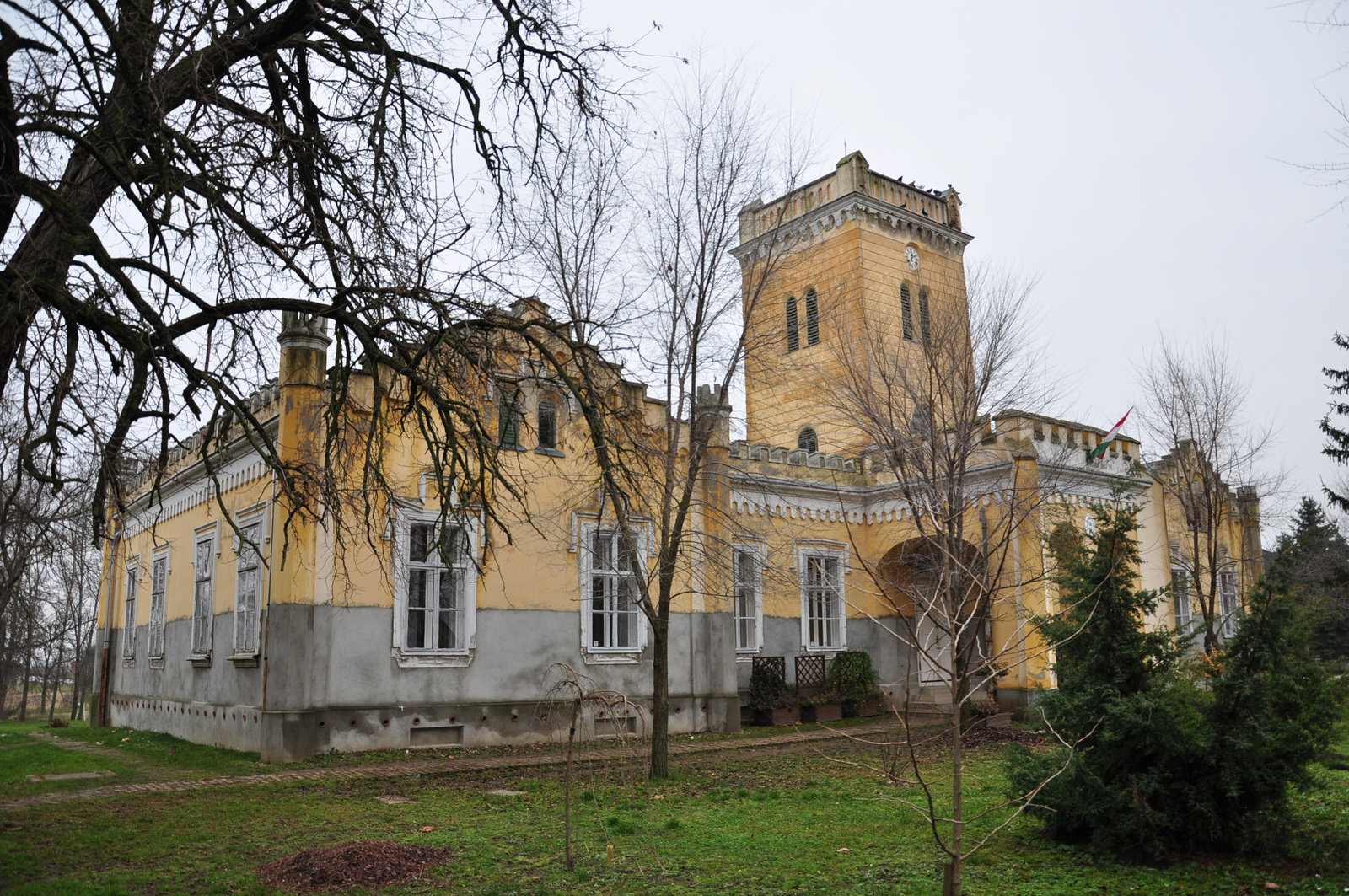
Schloss Rhédey

## Verkehr
In Zsáka treffen die Landstraßen Nr. 4224 und Nr. 4253 aufeinander, durch den südlichen Teil der Gemeinde führt die Hauptstraße Nr. 47. Der nächstgelegene Bahnhof befindet sich in Berettyóújfalu.